# Crusea coccinea
Crusea coccinea är en måreväxtart som beskrevs av Dc.. Crusea coccinea ingår i släktet Crusea och familjen måreväxter.

## Underarter
Arten delas in i följande underarter:
- C. c. breviloba
- C. c. chiriquensis
- C. c. coccinea